# Albedosa
L’Albedosa è un piccolo torrente del Piemonte.

## Percorso
Il torrente nasce a 678 mslm dal monte Brisco nel comune di Bosio.
Durante il suo percorso tocca i comuni di Bosio, Parodi Ligure, San Cristoforo, Castelletto d'Orba (dove vi confluisce il suo principale tributario, il rio Albara) e Capriata d'Orba dove termina il suo corso andando a confluire da destra nel torrente Orba.
Il suo bacino idrografico è di 43 km² mentre la sua lunghezza è di 16 km.

## Esondazioni
Negli ultimi anni l'Albedosa insieme al suo affluente Albara, è salito alle cronache per due devastanti alluvioni (la prima il 13 ottobre 2014, la seconda il 21 ottobre 2019) causate da eccezionali precipitazioni; entrambi gli eventi causarono gravissimi allagamenti nel comune di Castelletto d'Orba (sommerso dall'affluente Albara), oltre che il crollo nel 2019 del ponte sulla provinciale Ovada - Novi Ligure causando anche una vittima.
Nonostante il suo corso sia relativamente corto ultimamente le piene lampo sono state piuttosto frequenti.
Ultima nota importante è il fatto che non sia mai andato completamente in secca nonostante la piccola portata in situazione di normalità.